# Penny Racers (jeu vidéo, 1998)
Pour les articles homonymes, voir Penny Racers.
Penny Racers (Choro Q 64 (チョロＱ64) au Japon) est un jeu vidéo de course sorti en 1998 sur Nintendo 64. Le jeu a été développé et édité par Takara.
Le jeu fait partie de la série Choro Q. Sur Nintendo 64, le jeu a eu une suite, Choro Q 64 2: Hachamecha Grand Prix Race, sortie uniquement au Japon.

## Accueil
- Nintendo Power : 6,9/10[1]
- Official Nintendo Magazine : 68 %[2]